# Eugen Thomas
Ernst Eugen Thomas (* 1. Dezember 1895 in Elberfeld; † 30. April 1968 in Bad Honnef) war ein deutscher Unternehmer und Politiker. Im Jahr 1945 wurde er zum Oberbürgermeister der Stadt Wuppertal ernannt.

## Leben und Wirken
Eugen Thomas wurde am 1. Dezember 1895 in Elberfeld als Sohn eines Gelbgießers geboren. Beruflich fing er an als kaufmännischer Angestellter, ab 1928 war er Prokurist und Verkaufsdirektor des Unternehmens J. P. Bemberg in Wuppertal.
Thomas wurde, da die örtlichen Vertreter der US-amerikanischen Besatzungsmacht keine Kenntnis von der 1929 bzw. 1931 vorgenommenen Städtevereinigung von Elberfeld und Barmen hatte, gegen Ende des Zweiten Weltkriegs am 16. April 1945 zum Oberbürgermeister der Stadt Elberfeld ernannt. Erst am 4. Mai 1945 stieg er zum Oberbürgermeister Wuppertals auf, was er bis zum 9. November desselben Jahres blieb.
1960 ging Thomas in den Ruhestand, drei Jahre später verzog er nach Unkel und starb am 30. April 1968 in Bad Honnef.